# Peter Wingfield
Peter Wingfield (n. 5 septembrie 1962, Cardiff, Țara Galilor, Regatul Unit) este un actor de film și de televiziune născut în Țara Galilor,  cunoscut pentru rolurile sale de televiziune: Dan Clifford în Holby City; Dr. Robert Helm în Queen of Swords sau Inspectorul Simon Ross în Cold Squad. La nivel internațional este cel mai bine cunoscut pentru rolul lui Methos, un Nemuritor în vârstă de 5000 ani din serialul Highlander.
În 2010 a interpretat rolul lui Sir Richard Burton în Lumea Fluviului și rolul Dr. John Trousdale în filmul original Syfy Apocalipsa de la Stonehenge.

## Filmografie

### Film
| An   | Titlu                             | Rol                     | Note        |
| ---- | --------------------------------- | ----------------------- | ----------- |
| 1994 | Alun Lewis: Death and Beauty      | Alun Lewis              |             |
| 1994 | Degas and Pissarro Fall Out       | Phillip                 | Scurtmetraj |
| 1994 | Uncovered                         | Max                     |             |
| 2000 | Nemuritorul 4: Runda finală       | Methos                  |             |
| 2003 | X2                                | Stryker Soldier Lyman   |             |
| 2004 | Catwoman                          | Dr. Ivan Slavicky       |             |
| 2004 | Superbabies: Baby Geniuses 2      | Crowe                   |             |
| 2005 | The Lazarus Child                 | Banker                  |             |
| 2005 | Miss Texas                        | Jack Clooney            |             |
| 2007 | Nemuritorul 5: Pe urmele legendei | Methos                  |             |
| 2007 | The Last Sin Eater                | The Sin Eater           |             |
| 2011 | Hamlet                            | Claudius                |             |
| 2011 | JumpRopeSprint                    | Dan Smullie             |             |
| 2012 | War of the Worlds: Goliath        | Capt. Eric Wells (voce) |             |
| 2020 | Jumping the Gun                   |                         |             |

### Televiziune
| An                 | Titlu                               | Rol                            | Note                                                       |
| ------------------ | ----------------------------------- | ------------------------------ | ---------------------------------------------------------- |
| 1990–1991          | The Men's Room                      | Tom Walton                     | Miniserial; Episodul: "Episode #1.5"                       |
| 1990               | Screenplay                          | Taxi Driver                    | Episodul: "Antonia and Jane"                               |
| 1990–1992          | Medics                              | Alex Taylor                    | 10 episoade                                                |
| 1991               | Soldier Soldier                     | Lt Nick Pasco                  | 6 episoade                                                 |
| 1992               | Screen One                          | D.S. Pete Dyson / Paul Greaves | 2 episoade                                                 |
| 1992               | Performance                         | Actor                          | Episodul: "Six Characters in Search of an Author"          |
| 1994               | Murder in Mind                      | D.S. Pete Dyson                | Film TV                                                    |
| 1994               | A Very Open Prison                  | Dominic Casement               | Film TV                                                    |
| 1994               | The Lifeboat                        | Rufus Myers Lloyd              | Episodul: "Troubled Waters"                                |
| 1994               | Nice Day at the Office              | Barry                          | Episodul: "Acting Up"                                      |
| 1994               | Crocodile Shoes                     | Danny                          | Miniserial; 4 episoade                                     |
| 1994               | Martin Chuzzlewit                   | John Westlock                  | Miniserial; 6 episoade                                     |
| 1995               | Screen Two                          | Dominic Casement               | Episodul: "A Very Open Prison"                             |
| 1995–1998          | Highlander: The Series              | Adam Pierson / Methos          | 31 episoade                                                |
| 1996               | Into the Fire                       | Karl                           | Miniserial; 3 episoade                                     |
| 1996               | Over Here                           | Tully                          | Film TV                                                    |
| 1996               | Murder Most Horrid                  | Giles                          | Episodul: "A Life or Death Operation"                      |
| 1997               | Noah's Ark                          | Tom Kirby                      | 6 episoade                                                 |
| 1998               | The Sentinel                        | Scott Bruenell                 | Episodul: "Foreign Exchange"                               |
| 1998               | Viper                               | Giles Seton                    | Episodul: "About Face"                                     |
| 1998–1999          | Cold Squad                          | Insp. Simon Ross               | 17 episoade                                                |
| 1999               | Strange World                       | Terrance Shepard               | 3 episoade                                                 |
| 1999               | Cold Feet                           | Conrad Gordon                  | 2 episoade                                                 |
| 2000               | The Outer Limits                    | Dwight Bordon                  | Episodul: "The Beholder"                                   |
| 2000               | The Man Who Used to Be Me           | Mark Mason                     | Film TV                                                    |
| 2000               | First Wave                          | Dr. Rook                       | Episodul: "Shadowland"                                     |
| 2000–2001          | Queen of Swords                     | Dr. Robert Helm                | 9 episoade (menționat în 22)                               |
| 2000–2002          | Stargate SG-1                       | Tanith/Hebron                  | 3 episoade                                                 |
| 2001               | Night Visions                       | David Morris                   | Episodul: "The Doghouse/Still Life"                        |
| 2001               | Halloweentown II: Kalabar's Revenge | Alex                           | Film TV                                                    |
| 2001               | The Wedding Dress                   | Steve Blaine                   | Film TV                                                    |
| 2001               | The Miracle of the Cards            | Ernie Shergold                 | Film TV                                                    |
| 2002               | Edge of Madness                     | Reverend Walter McBain         | Film TV                                                    |
| 2002               | Just Cause                          | Brad Ryan                      | Episodul: "Above the Law"                                  |
| 2003               | The Dead Zone                       | Captain Michael Klein          | Episodul: "Cabin Pressure"                                 |
| 2003               | John Doe                            | Ken Rothman                    | Episodul: "Doe or Die"                                     |
| 2002–2004          | Bliss                               | George / Gerald                | 2 episoade                                                 |
| 2004               | Andromeda                           | Lach                           | Episodul: "The Others"                                     |
| 2004               | Touching Evil                       | Agent Krakauer                 | 4 episoade                                                 |
| 2004               | Kingdom Hospital                    | Benton Knight                  | Episodul: "Heartless"                                      |
| 2004               | The Shields Stories                 | Hamish Scott                   | Miniserial; 6 episoade                                     |
| 2004               | Cooking Lessons                     | Harry Shipman                  | Film TV                                                    |
| 2005               | Smallville                          | Marcus Becker                  | Episodul: "Lucy"                                           |
| 2006               | The Hunters                         | James Pantell                  | Film TV                                                    |
| 2006               | The Collector                       | Maurice Jeanrichard            | Episodul: "The Watchmaker"                                 |
| 2006               | Dalziel and Pascoe                  | Dave Simmonds                  | 2 episoade                                                 |
| 2006               | Charmed                             | Salek                          | Episodul: "The Jung and the Restless"                      |
| 2006               | Medium                              | Sean Redburn                   | Episodul: "Twice Upon a Time"                              |
| 2006–2007          | The L Word                          | Whit Strobel                   | 2 episoade                                                 |
| 2008               | Men in Trees                        | Dr. Harbeck                    | 2 episoade: "Taking the Lead" and "Read Between the Minds" |
| 2009 (filmed 2008) | 24                                  | David Emerson                  | 5 episoade                                                 |
| 2006–2009          | Holby City                          | Dan Clifford                   | 45 episoade                                                |
| 2010               | 10,000 Days                         | Remy Farnwell                  | 12 episoade                                                |
| 2010               | Human Target                        | Hugh Prentiss                  | Episodul: "Corner Man"                                     |
| 2010               | Riverworld                          | Richard Burton                 | Film TV                                                    |
| 2010               | NCIS: Los Angeles                   | Eugene Keelson                 | Episodul: "Burned"                                         |
| 2010               | Stonehenge Apocalypse               | Dr. Trousdale                  | Film TV                                                    |
| 2010               | Caprica                             | GDD Director Gara Singh        | 6 episoade                                                 |
| 2011               | CSI: Miami                          | Paul Nichols                   | Episodul: "Match Made in Hell"                             |
| 2011               | Endgame                             | Oleg Olesky                    | Episodul: ""Huxley, We Have a Problem"                     |
| 2011               | Alphas                              | James Collier                  | Episodul: "Bill and Gary's Excellent Adventure"            |
| 2008–2011          | Sanctuary                           | Dr. James Watson               | 5 episoade                                                 |
| 2014               | 10,000 Days                         | Remy Farnwell                  | Film TV                                                    |
| 2016               | Beauty & the Beast                  | Beast Hunter                   | Episodul: "Monsieur et Madame Bete"                        |

### Joc video
| An   | Titlu                | Rol    |
| ---- | -------------------- | ------ |
| 2008 | Highlander: The Game | Methos |